# ك. ك. كول
ك. ك. كول (بالإنجليزية: K. C. Cole)‏ هي مؤلفة وكاتِبة أمريكية، ولدت في 22 أغسطس 1946 في ديترويت في الولايات المتحدة.